# Centriscidae
Centriscidae — родина променеперих риб ряду Іглицеподібні (Syngnathiformes). Включає 5 родів з 12 видами. Поширені в тропічних районах Атлантичного, Тихого та Індійського океанів. Плавають в товщі води косяками або невеликими групами. Зазвичай плавають вертикально або під великим кутом, хвостом догори. У горизонтальному положенні їх можна побачити не часто, лише коли їм доводиться плисти дуже швидко, наприклад, рятуючись від хижаків. Харчуються дрібним зоопланктоном.

## Опис
Centriscidae відрізняються незвичайним зовнішнім виглядом. Їх тулуб дуже сплющений, а рило витягнуте у вузьку трубочку з маленьким, позбавленим зубів ротом на кінці. Все тіло покрите пластинами лусок, які формують гострий кіль на черевній стороні. Тіло у деяких видів витягнуте, що надає їм ножоподібну форму, у інших — овальне, майже кругле. На спині розвинений гострий шип, який у довготелесих форм загнутий назад і нависає над хвостовим плавцем. Цей шип легко можна прийняти за хвіст. Довжина тіла від 15 до 35 см. Забарвлення досить різноманітне, зустрічаються і червоні і жовті кольори, але багато видів забарвлені в однотонний, сріблясто-сталевий колір. Самці зазвичай дрібніші і яскравіше забарвлені.

## Види
- Рід Aeoliscus (Jordan y Starks, 1902)
  - Aeoliscus punctulatus (Bianconi, 1855)
  - Aeoliscus strigatus (Günther, 1861)
- Рід Centriscus (Cuvier, 1816)
  - Centriscus cristatus (De Vis, 1885)
  - Centriscus scutatus (Linnaeus, 1758)
- Рід Centriscops (Gill, 1862)
  - Centriscops humerosus (Richardson, 1846)
- Рід Macroramphosus (Lacepède, 1803)
  - Macroramphosus gracilis (Lowe, 1839)
  - Macroramphosus scolopax (Linnaeus, 1758)
- Рід Notopogon (Regan 1914)
  - Notopogon armatus (Sauvage, 1879)
  - Notopogon fernandezianus (Delfín, 1899)
  - Notopogon lilliei (Regan, 1914)
  - Notopogon macrosolen (Barnard, 1925)
  - Notopogon xenosoma (Regan, 1914)